# Cushman & Wakefield
Cushman & Wakefield eller C&W är ett amerikanskt bolag i fastighetsbranschen. Bolaget bildades ursprungligen 1998 efter en fusion mellan brittiska Healey & Baker och amerikanska Cushman & Wakefield. Efter sammanslagningen gick företaget under namnet Cushman & Wakefield Healey & Baker i några år innan namnet förkortades till enbart Cushman & Wakefield. Healey & Baker var den äldre organisationen och grundat redan 1820 i samband med projektering runt Regent's Park i London. Cushman & Wakefields amerikanska rötter går tillbaka till Clydesdale Cushman och Bernard Wakefield som grundade Cushman & Wakefield i New York 1917. Organisationen är inte börsnoterad och är världens största privatägda fastighetsrådgivningsföretag.
I maj 2015 annonserades att fastighetsservicebolaget DTZ, som backas av private equity-bolaget TPG, har tecknat avtal om att slås samman med Cushman & Wakefield. Det nya globala bolaget, som också blir verksamt under namnet Cushman & Wakefield, kommer att omsätta över 5,5 miljarder dollar och ha över 43.000 anställda, enligt pressmeddelandet.
C&W agerar som rådgivare i samband med förvärv och försäljningar av fastigheter, utför värderingar, arbetar med uthyrning av kontors- och butikslokaler samt med hyresgästrepresentation. Därtill utför bolaget olika former av marknadsanalyser åt sina kunder. I Sverige finns företaget med lokalkontor i Stockholm, Göteborg, Malmö samt i Norrköping. I Sverige uppgår antalet anställda till cirka 80 personer år 2017.